# مارك فيشر (محامي)
مارك فيشر (بالإنجليزية: Mark Fischer)‏ هو محامي أمريكي، ولد في 28 سبتمبر 1950 في إيفانستون في الولايات المتحدة، وتوفي في 18 فبراير 2015 في بوسطن في الولايات المتحدة.